# Ponte degli Scalzi
Ponte degli Scalzi (pol. Most [Karmelitów] Bosych) – most kamienny w Wenecji, zbudowany w latach 1932–1934, jeden z czterech mostów nad Canal Grande (obok Ponte di Rialto, Ponte dell’Accademia i Ponte della Costituzione). Łączy dzielnice Cannaregio (od północy) i San Polo (od południa). Po stronie Cannaregio znajduje się kościół Karmelitów Bosych, od którego most wziął nazwę.

## Historia
Pierwszy most w tym miejscu został zbudowany w 1858 roku przez Alfreda Neville’a za panowania austriackiego, w celu poprawienia dostępu do niedawno zbudowanego dworca Venezia Santa Lucia. Most połączył dzielnice Cannaregio i San Polo. Nazwę wziął od kościoła Karmelitów Bosych, położonego w pobliżu dworca kolejowego. Ze względu na bliskość dworca nazywany był również mostem dworcowym lub kolejowym. Był to most żeliwny, podobny do Ponte dell’Accademia, wzniesionego kilka lat wcześniej przez tego samego inżyniera. Ograniczona wysokość mostu (4 metry) uniemożliwiała przepływanie pod nim łodzi z masztami, a jego „przemysłowy” styl nie pasował ze względów estetycznych do otoczenia. Ponieważ materiał, z którego wykonano most, zaczął z czasem wykazywać w niektórych miejscach objawy zużycia, Gmina Wenecja na początku lat 30. stanęła w obliczu decyzji o zastąpieniu go inną konstrukcją. Projekt nowego, jednoprzęsłowego mostu sporządził Eugenio Miozzi. Jego most miał być zbudowany w całości z kamienia z Istrii. Prace budowlane rozpoczęły się 4 maja 1932, a 28 października 1934 ukończony most oddano do użytku.
Kamień jako budulec wybrano z uwagi na zasolenie wody. Żelbet nie był wówczas zbyt wysokiej jakości. Dodatkowo kamień z Istrii wybrano, ponieważ uważano, że charakteryzuje się on dużą trwałością (szacowaną na 500–1000 lat). Uważano poza tym, iż taki budulec jest wskazany ze względów estetycznych (zabytkowe otoczenie mostu). Budując swój most, Miozzi zastosował oryginalną metodę, zwaną „lesioni sistematiche”. Rozpiętość łuku wynosi 40,4 m, wysokość mostu – 6,75 m, a długość – 55 m.